# آشکاشلا
آشکاشلا (انگلیسی: Ashkashla) یک شهرک در شهرستان بلاگووشچنسکی باشقیرستان کشور روسیه است.